# Dicranomyia midas
Dicranomyia midas är en tvåvingeart som först beskrevs av Alexander 1954.  Dicranomyia midas ingår i släktet Dicranomyia och familjen småharkrankar. Inga underarter finns listade i Catalogue of Life.